# Yellow Submarine (album)
Yellow Submarine – dziesiąty album zespołu The Beatles, na którym znajdują się piosenki do filmu animowanego Żółta łódź podwodna (1968).
Otwierająca album piosenka tytułowa została wydana w 1966 roku na albumie Revolver, a także jako singel. Utwór „Only a Northern Song” został nagrany w czasie sesji do albumu Sgt. Pepper’s Lonely Hearts Club Band, ale nie pojawił się na tej płycie. „All Together Now” (nagrany: maju 1967) i „Hey Bulldog” (nagrany: luty 1968) to jedyne piosenki, które zostały nagrane specjalnie z myślą o tej płycie. Utwór „It’s All Too Much” został nagrany tuż przed wydaniem Sgt. Pepper’s Lonely Hearts Club Band i został dodatkowo skrócony (z 8 do 6 minut). Kompozycja „All You Need Is Love” została także wcześniej wydana na singlu, a także znalazła się w amerykańskiej edycji albumu Magical Mystery Tour. Utwór „Baby You’re a Rich Man” był także przewidziany do wydania na tym albumie, ale ostatecznie umieszczono go na stronie B singla „All You Need Is Love”.
Na drugiej stronie albumu znalazły się instrumentalne utwory skomponowane przez George’a Martina (producenta nagrań Beatlesów). Album został wydany ponownie w 1999 roku w formie płyty CD.

## Lista utworów

### Strona pierwsza
Wszystkie utwory autorstwa duetu Lennon/McCartney, poza zaznaczonymi.
| 1. | „Yellow Submarine”                       | 2:37  |
|    |                                          |       |
| 2. | „Only a Northern Song” (George Harrison) | 3:23  |
|    |                                          |       |
| 3. | „All Together Now”                       | 2:08  |
|    |                                          |       |
| 4. | „Hey Bulldog”                            | 3:09  |
|    |                                          |       |
| 5. | „It's All Too Much” (George Harrison)    | 6:27  |
|    |                                          |       |
| 6. | „All You Need Is Love”                   | 3:48  |
|    |                                          |       |
|    |                                          | 21:32 |
|    |                                          |       |

### Strona druga
Wszystkie utwory autorstwa George’a Martina, poza zaznaczonymi.
| 1. | „Pepperland”                                                                 | 2:18  |
|    |                                                                              |       |
| 2. | „Sea of Time”                                                                | 3:00  |
|    |                                                                              |       |
| 3. | „Sea of Holes”                                                               | 2:16  |
|    |                                                                              |       |
| 4. | „Sea of Monsters”                                                            | 3:35  |
|    |                                                                              |       |
| 5. | „March of the Meanies”                                                       | 2:16  |
|    |                                                                              |       |
| 6. | „Pepperland Laid Waste”                                                      | 2:09  |
|    |                                                                              |       |
| 7. | „Yellow Submarine in Pepperland” (Lennon/McCartney, aranżacja George Martin) | 2:10  |
|    |                                                                              |       |
|    |                                                                              | 17:44 |
|    |                                                                              |       |

## Twórcy
- John Lennon – wokal, gitara, pianino, melotron, harmonijka, ukulele, banjo, klawesyn
- Paul McCartney – wokal, gitara akustyczna, gitara basowa
- George Harrison – wokal, gitara elektryczna, organy Hammonda, tamburyn, skrzypce
- Ringo Starr – perkusja, wokal
- George Martin – producent muzyczny, orkiestra, chórki (w Yellow Submarine)
- Geoff Emerick – inżynier dźwięku